# Beni Amir

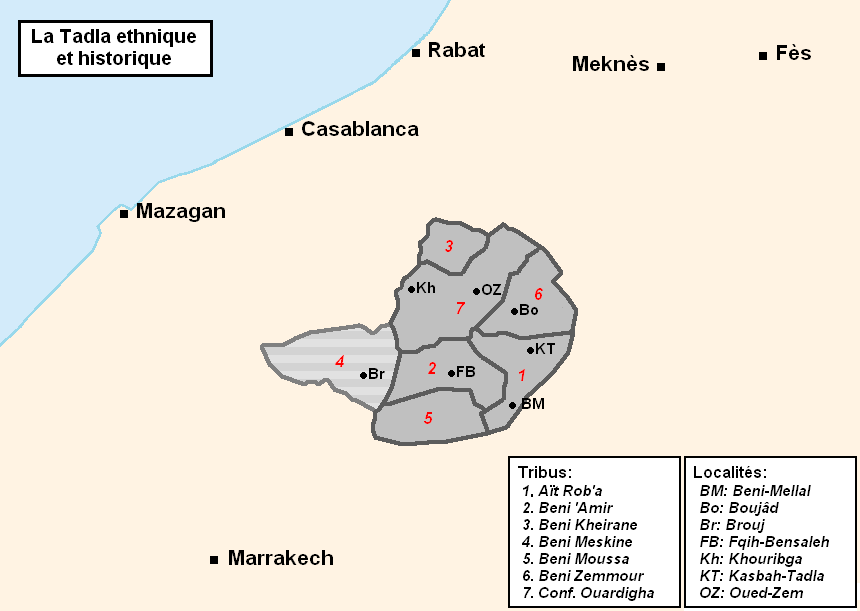
Carta storica della Tadla

Beni Amir (lingua araba: بني عمير) è una tribù marocchina di discendenza araba, che si stabilì nel XII secolo. Discendenti della tribù Jochem, vicina ai Banu Hilal.